# Ventforet Kofu
El Ventforet Kofu és un club de futbol japonès de la ciutat de Kofu.

## Història
El club es fundà l'any 1965 quan antics membres d'un club de la Kofu Dai-ichi High School anomenat Kakujo Club començà a reclutar graduats d'altres escoles amb la intenció de crear un equip que competís a la Japan Soccer League. El nou club s'anomenà Kofu Club. Aquest jugà a la JSL entre 1972 i 1992, any en què fou membre fundador de la Japan Football League. El 1995 escollí el nom Ventforet Kofu i ingressà a la J. League l'any 1999.